# 湯ノ網温泉
湯の網温泉（ゆのあみおんせん）は茨城県北茨城市関南町神岡下（旧常陸国）にある温泉。

## 泉質
- 含鉄（II）-ナトリウム・カルシウム-塩化物・炭酸水素塩冷鉱泉
- 泉温 13.6℃
- お湯は赤茶色である。

## 温泉街
北茨城の山あいに、一軒宿の「鹿の湯松屋」が存在。内湯のみで、日帰り入浴可能。宿の名物は、キンキの塩焼き。

## 歴史
開湯は、文明年間。怪我をした鹿が鉱泉に浸かって、癒しているのを村人が発見。村人はその効能に気づき、鹿の湯と名付けたのが始まり

## アクセス
JR常磐線大津港駅より車で7分。常磐自動車道北茨城ICから車で15分。